# マカタトSTUDIO 3600
『マカタトSTUDIO 3600』（マカタトスタジオ さんぜんろっぴゃく）は、IBC岩手放送（以下、IBCラジオ）で、2012年10月2日から2013年3月29日まで放送されたラジオ番組の名称。

## 概要
IBCラジオは例年、ナイターオフ時の火曜〜金曜20時台は『ザ・トップ5』などTBSラジオの番組をネット受けしていたが、2012年度は『Wanted!!』のネット受けを行わず、自社制作枠に充てた 。
IBCラジオが夜の自主制作帯番組を編成するのは、『爆発ワイドラジオ新鮮組』以来、約20年ぶりとなる。各パーソナリティーごとにサブタイトルがついていたり、この番組が新人アナウンサーにとって初めての単独進行番組であったりするが、これは『新鮮組』が持っていた特徴でもある。

## 番組名の由来
番組名の「マカタト」は担当アナウンサーの姓の頭文字を担当曜日順につなげたもので、「3600」は放送時間の総秒数である。

## 放送時間
毎週火曜日〜金曜日 20:00 - 21:00

## 使用曲
- オープニングテーマ「SNIPER」（作曲：松原正樹）
- エンディングテーマ「ASAYAKE」（作曲：カシオペア）

## パーソナリティー
すべて放送開始当時、入社1〜2年目の局アナウンサーである。
- 火曜日 松原友希『夢見るTuesday』 - リスナーから寄せられた夢を語る。前番組『ツイテル!?』から続いている臼澤みさきコーナー。
- 水曜日 甲斐谷望『一杯飲みながら水曜日』[3]  - 番組から提示された二択テーマを投票で正解を選ぶ。
- 木曜日 高橋圭太『とんがっていく木曜日』 - 番組に寄せられた悩みを高橋とリスナーが解決していく。
- 金曜日 冨田奈央子『花金アフタースクールラジオ!』[4] - CDセールスランキング発表